# Sergio Trabattoni
Sergio Trabattoni (Milano, 25 novembre 1937) è un politico italiano.

## Biografia
Laureato in Chimica industriale, è insegnante e preside di scuola superiore. Dal 1985 al 1996 è consigliere comunale a Castelleone per il PCI. 
Esponente del Partito Democratico della Sinistra, viene eletto alla Camera dei deputati alle elezioni politiche del 1996 con L'Ulivo nel collegio uninominale di Soresina con il 37,4% dei voti. 
Ricandidato poi nel medesimo collegio alle elezioni politiche del 2001, ottiene il 38,8% dei voti, senza risultare eletto.